# Dầu ngô

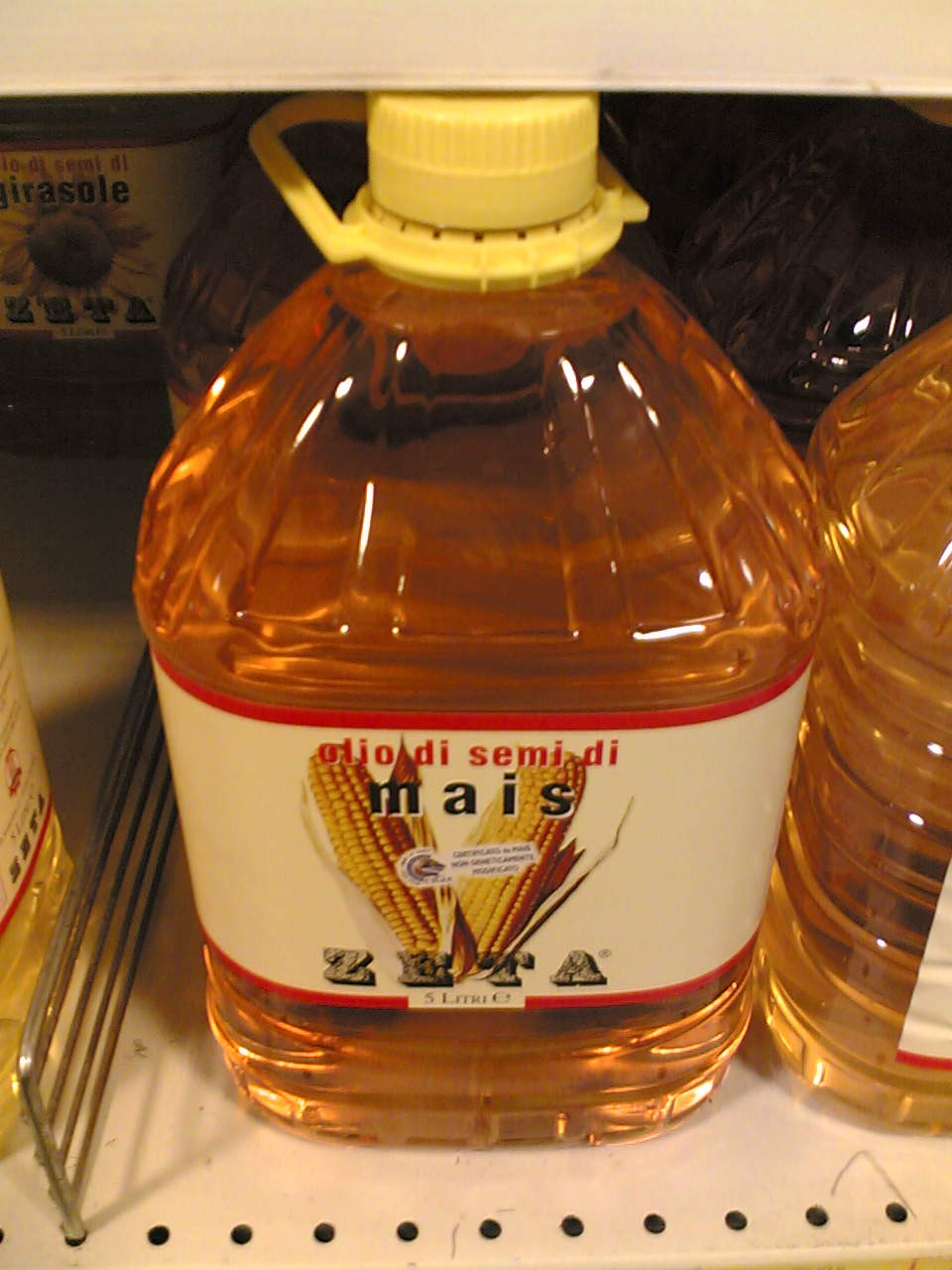
Dầu ngô loại 5 lít

Dầu ngô hay dầu bắp (tiếng Anh: maize oil, corn oil) là một loại dầu được chiết xuất từ mầm của cây ngô. Công năng chính của loại dầu này là dùng trong nấu ăn nhờ điểm khói cao khiến đây là một loại dầu rán có giá trị. Đây cũng là nguyên liệu chính để sản xuất một vài loại bơ thực vật. Thường thì dầu ngô rẻ tiền hơn hầu hết các loại dầu thực vật còn lại.
Dầu ngô cũng có thể dùng làm diesel sinh học. Trong công nghiệp, dầu này còn được dùng để sản xuất xà phòng, sơn, tẩy chì, chất chống bám bẩn cho các bề mặt kim loại, mực, công nghiệp dệt, nitroglycerin và cả thuốc trừ sâu. Ngành dược phẩm thỉnh thoảng dùng dầu ngô làm chất mang cho các phân tử thuốc.

## Thành phần
- Acid béo bão hòa: 80% acid palmitic (acid béo C16:0), 14% acid stearic (C18:0) và 3% acid arachidic (C20:0).
- Acid béo không bão hòa đơn: Hơn 99% là acid oleic (C18:1 cis-9)
- Acid béo không bão hòa đa: 98% là acid linoleic (C18:2 n-6).[1][2]

## Sản lượng
| 1              | Hoa Kỳ     | 1.707.600 |
| 2              | Trung Quốc | 483.700   |
| 3              | Brasil     | 145.548   |
| 4              | Nam Phi    | 83.700    |
| 5              | Nhật Bản   | 82.503    |
| 6              | Ý          | 69.300    |
| 7              | Pháp       | 67.900    |
| 8              | Bỉ         | 64.700    |
| 9              | Canada     | 62.300    |
| 10             | Thổ Nhĩ Kỳ | 53.000    |
| 11             | Argentina  | 46.800    |
| Nguồn: FAOSTAT |            |           |